# Campeonato de Clubes da CFU de 2015
O Campeonato de Clubes da CFU de 2015 foi a 16ª edição do Campeonato de Clubes da CFU, que é a competição anual realizada entre os clubes cujas associações de futebol são afiliadas à União Caribenha de Futebol. Os três melhores times do torneio se classificaram para a Liga dos Campeões da CONCACAF de 2015–16.

## Equipes classificadas
O campeonato é aberto a todos os campeões e vice-campeões de cada uma das 31 associações ligadas a União Caribenha de Futebol. Para a edição de 2015 um total de 15 equipes entraram na competição. Esta é a primeira edição que conta com uma equipe das Bahamas o Lyford Cay Dragons.
| Associação               | Equipe               | Método de qualificação                                      |
| ------------------------ | -------------------- | ----------------------------------------------------------- |
| Antígua e Barbuda        | SAP                  | Campeão – Campeonato Antiguano de Futebol de 2013–14        |
| Bahamas                  | Lyford Cay Dragons   | Campeão – Campeonato Bahamense de Futebol de 2013–14        |
| Guadalupe                | CS Moulien           | Campeão – Campeonato Guadalupano de Futebol de 2013–14      |
| Guadalupe                | USR Sainte-Rose      | Vice-campeão – Campeonato Guadalupano de Futebol de 2013–14 |
| Guiana                   | Alpha United         | Campeão – Campeonato Guianense de Futebol de 2013–14        |
| Guiana                   | Guyana Defence Force | Vice-campeão – Campeonato Guianense de Futebol de 2013–14   |
| Haiti                    | America des Cayes    | Campeão – Campeonato Haitiano de Futebol de 2014            |
| Haiti                    | Don Bosco            | Vice-campeão – Campeonato Haitiano de Futebol de 2014       |
| Jamaica                  | Montego Bay United   | Campeão – Campeonato Jamaicano de Futebol de 2013–14        |
| Jamaica                  | Waterhouse           | Vice-campeão – Campeonato Jamaicano de Futebol de 2013–14   |
| Suriname                 | Inter Moengotapoe    | Campeão – Campeonato Surinamês de Futebol de 2013–14        |
| Suriname                 | Excelsior            | Vice-campeão – Campeonato Surinamês de Futebol de 2013–14   |
| Trinidad e Tobago        | W Connection         | Campeão – TT Pro League de 2013–14                          |
| Trinidad e Tobago        | Central              | Vice-campeão – TT Pro League de 2013–14                     |
| Ilhas Virgens Americanas | Helenites            | Campeão – Campeonato Virginense de Futebol de 2013–13       |

## Primeira fase
Na primeira fase, as 15 equipes são divididas em três grupos com um dos grupos contendo quatro equipes e o restantes três. Os vencedores avançam para a fase final.

### Grupo 1
- Sediado pelo Alpha United em Providence na Guiana.

| Pos. | Equipe            | Pts | J | V | E | D | GP | GC | SG |
| ---- | ----------------- | --- | - | - | - | - | -- | -- | -- |
| 1    | Central           | 6   | 2 | 2 | 0 | 0 | 5  | 1  | +4 |
| 2    | Alpha United      | 3   | 2 | 1 | 0 | 1 | 4  | 3  | +1 |
| 3    | Inter Moengotapoe | 0   | 2 | 0 | 0 | 2 | 0  | 5  | –5 |

(todos os horários seguem o fuso horário local UTC−4)
| 15 de abril | Alpha United                           | 3 – 0     | Inter Moengotapoe | Estádio Providence, Providence |
| 16:00       | Wilson 36' · Richardson 56' · Bain 90' | Relatório |                   | Árbitro: ATG Bryan Willett     |

| 17 de abril | Inter Moengotapoe | 0 – 2     | Central        | Estádio Providence, Providence |
| 16:00       |                   | Relatório | Plaza 54', 58' | Árbitro: ATG Kerry Skepple     |

| 19 de abril | Alpha United | 1 – 3     | Central                              | Estádio Providence, Providence |
| 16:00       | Mannings 45' | Relatório | Guerra 16', 85' (pen) · de Silva 17' | Árbitro: ATG Bryan Willett     |

### Grupo 2
- Sediado pelo W Connection em Couva em Trinidad e Tobago.

| Pos. | Equipe               | Pts | J | V | E | D | GP | GC | SG  |
| ---- | -------------------- | --- | - | - | - | - | -- | -- | --- |
| 1    | W Connection         | 6   | 2 | 2 | 0 | 0 | 14 | 3  | +11 |
| 2    | SAP                  | 1   | 2 | 0 | 1 | 1 | 4  | 9  | –5  |
| 3    | Guyana Defence Force | 1   | 2 | 0 | 1 | 1 | 3  | 9  | –6  |
| 4    | Waterhouse           | 0   | 0 | 0 | 0 | 0 | 0  | 0  | 0   |

- A equipe do Waterhouse desistiu da competição após o seu inicio.

(todos os horários seguem o fuso horário local UTC−4)
| 15 de abril | SAP | Cancelada | Waterhouse | Estádio Ato Boldon, Couva |
| 17:30       |     |           |            |                           |

| 15 de abril | W Connection                                                        | 7 – 1     | Guyana Defence Force | Estádio Ato Boldon, Couva  |
| 20:00       | Garcia 18' · Winchester 20', 26' · Arcia 32', 46', 85' · Britto 40' | Relatório | Fraser 90+4'         | Árbitro: BRB Trevor Taylor |

| 17 de abril | Waterhouse | Cancelada | Guyana Defence Force | Estádio Ato Boldon, Couva |
| 17:30       |            |           |                      |                           |

| 17 de abril[a] | Guyana Defence Force | 2 – 2     | SAP                      | Estádio Ato Boldon, Couva   |
| 18:00          | Fraser 8', 63'       | Relatório | Harriette 10' · Mack 58' | Árbitro: CUW Juniel Adelina |

| 19 de abril | W Connection | Cancelada | Waterhouse | Estádio Ato Boldon, Couva |
| 18:00       |              |           |            |                           |

| 19 de abril[a] | W Connection                                                        | 7 – 2     | SAP                         | Estádio Ato Boldon, Couva |
| 18:00          | Williams 4' · Britto 8', 82' · Arcia 18', 44', 45' · Winchester 25' | Relatório | Harriette 59' · Roberts 78' | Árbitro: DMA Rhomie Blanc |

Notas
- A. ^  No calendário original, as equipes W Connection e SAP disputariam esta partida no dia 17 de abril as 20:00, horário local, enquanto as equipes Guyana Defence Force e SAP disputariam esta partida no dia 19 de abril as 15:30, horário local. As datas das partidas e horários foram movidos para as 18:00 devida a desistência da equipe do Waterhouse.

### Grupo 3
- Sediado pelo America des Cayes em Les Cayes no Haiti.

| Pos. | Seleção            | Pts | J | V | E | D | GP | GC | SG |
| ---- | ------------------ | --- | - | - | - | - | -- | -- | -- |
| 1    | Montego Bay United | 9   | 3 | 3 | 0 | 0 | 8  | 1  | +7 |
| 2    | America des Cayes  | 6   | 3 | 2 | 0 | 1 | 7  | 7  | 0  |
| 3    | CS Moulien         | 3   | 3 | 1 | 0 | 2 | 4  | 5  | –1 |
| 4    | Excelsior          | 0   | 3 | 0 | 0 | 3 | 4  | 10 | –6 |

(todos os horários seguem o fuso horário local UTC−4)
| 15 de abril | Montego Bay United | 1 – 0     | CS Moulien | Complexe Sportif des Cayes, Les Cayes |
| 17:30       | McCarthy 65' (pen) | Relatório |            | Árbitro: CUB Marcos Brea              |

| 15 de abril | America des Cayes                               | 4 – 2     | Excelsior                 | Complexe Sportif des Cayes, Les Cayes |
| 20:00       | Pierre 17', 48' · Saint Jean 70' · Valerius 85' | Relatório | Christoph 62' · Paiva 87' | Árbitro: CUB Yadel Martínez Pupo      |

| 17 de abril | CS Moulien                 | 3 – 2     | Excelsior                | Complexe Sportif des Cayes, Les Cayes |
| 15:30       | Bolmin 6', 20' · Gomez 16' | Relatório | Christoph 41', 59' (pen) | Árbitro: CUB Michel Rodríguez Roque   |

| 17 de abril | America des Cayes | 1 – 4     | Montego Bay United                                      | Complexe Sportif des Cayes, Les Cayes |
| 18:00       | Germain 75'       | Relatório | McCarthy 40' · Williams 51' · Rodney 74' · Gordon 90+4' | Árbitro: PAN Jafeth Perea             |

| 19 de abril | Excelsior | 0 – 3     | Montego Bay United                       | Complexe Sportif des Cayes, Les Cayes |
| 15:30       |           | Relatório | Woozencroft 35' · Kirlew 70' · Ottey 89' | Árbitro: CUB Yadel Martínez Pupo      |

| 19 de abril | America des Cayes         | 2 – 1     | CS Moulien | Complexe Sportif des Cayes, Les Cayes |
| 18:00       | Charles 52' · Germain 74' | Relatório | Gomez 38'  | Árbitro: PAN Jafeth Perea             |

### Grupo 4
- Sediado pelo Don Bosco em Porto Príncipe no Haiti.

| Pos. | Seleção            | Pts | J | V | E | D | GP | GC | SG  |
| ---- | ------------------ | --- | - | - | - | - | -- | -- | --- |
| 1    | Don Bosco          | 9   | 3 | 3 | 0 | 0 | 16 | 1  | +15 |
| 2    | Lyford Cay Dragons | 4   | 3 | 1 | 1 | 1 | 3  | 12 | –9  |
| 3    | USR Sainte-Rose    | 2   | 3 | 0 | 2 | 1 | 4  | 5  | –1  |
| 4    | Helenites          | 1   | 3 | 0 | 1 | 2 | 3  | 8  | –5  |

(todos os horários seguem o fuso horário local UTC−4)
| 15 de abril | Helenites      | 2 – 2     | USR Sainte-Rose        | Stade Sylvio Cator, Porto Príncipe |
| 16:00       | Smith 29', 40' | Relatório | Lundy 54' · Lubino 68' | Árbitro: JAM Karl Tyrell           |

| 15 de abril | Don Bosco                                                                                               | 10 – 0    | Lyford Cay Dragons | Stade Sylvio Cator, Porto Príncipe |
| 18:30       | Desroches 10' · Georges 12', 65' · Estama 14' (pen), 20', 29', 47', 55' · Constant 69' · Saint Jean 87' | Relatório |                    | Árbitro: JAM Dwight Royal          |

| 17 de abril | USR Sainte-Rose               | 2 – 2     | Lyford Cay Dragons  | Stade Sylvio Cator, Porto Príncipe |
| 16:00       | Jacobs 69' · Nellis 72' (pen) | Relatório | Dan 4' · Desert 33' | Árbitro: PAN José Antonio Kellys   |

| 17 de abril | Don Bosco                                       | 5 – 1     | Helenites     | Stade Sylvio Cator, Porto Príncipe |
| 18:30       | Constant 28', 71', 85' · Estama 38' · Delva 79' | Relatório | St. Croix 26' | Árbitro: JAM Veralton Nembhard     |

| 19 de abril | Lyford Cay Dragons | 1 – 0     | Helenites | Stade Sylvio Cator, Porto Príncipe |
| 16:00       | Traill 15'         | Relatório |           | Árbitro: JAM Karl Tyrell           |

| 19 de abril | Don Bosco        | 1 – 0     | USR Sainte-Rose | Stade Sylvio Cator, Porto Príncipe |
| 18:30       | Saint Hubert 19' | Relatório |                 | Árbitro: JAM Dwight Royal          |

## Fase final
Ambos os finalistas e o terceiro lugar se classificam para a Liga dos Campeões da CONCACAF de 2015–16.

### Chaveamento
- Esta fase foi realizada em Couva, Trinidad e Tobago.[3]
- Originalmente, publicado pela União Caribenha de Futebol, os vencedores dos Grupos 1 e 2 disputam uma semifinal, enquanto os vencedores dos Grupos 3 e 4 disputam outra semifinal. As partidas das semifinais foram alteradas pela União Caribenha de Futebol após o termino da primeira fase.[4]

|  | Semifinais         | Semifinais   |   |           | Final              | Final |  |
|  |                    |              |   |           |                    |       |  |
|  |                    |              |   |           |                    |       |  |
|  | Don Bosco          | 0 (1)        |   |           |                    |       |  |
|  | Central (p)        | 0 (3)        |   |           |                    |       |  |
|  |                    |              |   |           |                    |       |  |
|  |                    |              |   |           |                    |       |  |
|  |                    |              |   |           | Central            | 2     |  |
|  |                    | W Connection | 1 |           |                    |       |  |
|  |                    |              |   |           |                    |       |  |
|  |                    |              |   |           |                    |       |  |
|  |                    |              |   |           | Terceiro lugar     |       |  |
|  |                    |              |   |           |                    |       |  |
|  | Montego Bay United | 0            |   | Don Bosco | 0                  |       |  |
|  | W Connection       | 1            |   |           | Montego Bay United | 1     |  |

(todos os horários seguem o fuso horário local UTC−4)

### Semifinais
| 22 de maio | Don Bosco | 0 – 0 (pro) | Central | Estádio Ato Boldon, Couva |
| 18:00      |           | Relatório   |         | Árbitro: JAM Karl Tyrell  |

|                                    |       | Penalidades                |  |
| Estama Delva Constant Saint-Hubert | 1 – 3 | John Paul Benjamin Bentick |  |

| 22 de maio | Montego Bay United | 0 – 1     | W Connection | Estádio Ato Boldon, Couva  |
| 20:00      |                    | Relatório | Arcia 70'    | Árbitro: BRB Adrian Skeete |

### Disputa pelo terceiro lugar
| 24 de maio | Don Bosco | 0 – 1     | Montego Bay United | Estádio Ato Boldon, Couva |
| 16:00      |           | Relatório | Gordon 70'         | Árbitro: SKN Kimbell Ward |

### Final
| 24 de maio | Central                 | 2 – 1     | W Connection   | Estádio Ato Boldon, Couva  |
| 18:30      | Rochford 27' · Jack 69' | Relatório | Benjamin 90+1' | Árbitro: GUY Sherwin Moore |

Central, W Connection e Montego Bay United se classificaram para a Liga dos Campeões da CONCACAF de 2015–16.

## Premiação
| Campeonato de Clubes da CFU de 2015 |
| Trindade e Tobago                   |
| ----------------------------------- |
| Central (1º título)                 |